# Jacob Louis Mey
Jacob Louis Mey (of Meij), Jr. (1 februari 1900 – 3 september 1966) was een Nederlands bedrijfseconoom en hoogleraar bedrijfshuishoudkunde aan de Rijksuniversiteit Groningen en hoogleraar bedrijfsleer aan de Technische Hogeschool Delft. Hij is vooral bekend van zijn werk op het gebied van de bedrijfseconomie en organisatiekunde.

## Levensloop

### Jeugd, opleiding, en vroege carrière
Mey werd geboren in 1900 in Amsterdam, de tweede zoon van Jacob Louis Meij en Belia Mathilde Dupont. Zijn vader was ambtenaar bij de Nederlandse Spoorwegen. Na het regulier basisonderwijs volgde hij de kweekschool voor onderwijzers. Na afronding behaalde hij onderwijsbevoegdheden voor het middelbaar onderwijs in boekhouden, staathuishoudkunde, en staatsinrichting.
Na de kweekschool was Mey zijn carrière begonnen onderwijzer, en stond hij enige jaren voor de klas. In de jaren 1920 volgde hij verder enige opleiding aan het Instituut Kuyper van Prof. Rudolf Kuyper, het instituut voor schriftelijke en mondelinge leergangen in sociale- en bedrijfswetenschappen, en werd in 1929 medewerker van dat onderwijsinstituut. Na het overlijden van Kuyper in 1934 kreeg hij de leiding van dat nascholingsinstituut voor accountants, hoofdambtenaren, bedrijfsleiders en vakbondsmedewerkers. Van 1932 tot 1935 was hij ook actief als redacteur van het Maandblad voor Boekhouden, waar hij de rubriek "Schriftelijke en mondelinge Staatsexamens Bedrijfseconomie en Economie verzorgde. Bij het Nederlands Instituut voor Accountants was hij ook cursusleider op hetzelfde gebied.
Eind jaren 1920 was Mey ook verder gaan studeren aan de Nederlandse Handelshogeschool, waar hij in 1934 afstudeerde in de economische wetenschap. In 1936 behaalde hij aldaar ook zijn accountantexamen, en vestigde zich als accountant en gaf les aan toekomstige accountants voor het NIvA examen. In 1946 promoveerde hij in de economie aan de Katholieke Economische Hogeschool onder P. P. van Berkum op het proefschrift Beschouwingen over weerstandsvermogen en financiële reorganisatie van ondernemingen.

### Verdere carrière in de wetenschap
In 1948 werd Mey hoogleraar bedrijfshuishoudkunde aan de Rijksuniversiteit Groningen, waar hij de inaugurele rede sprak getiteld Beschouwingen over aard en omvang van de winst. Hij bleef in dienst in Groningen tot 1964, waarna hij nog ruim een jaar gewoon hoogleraar bedrijfsleer was aan de Technische Hogeschool Delft aan de afdeling der algemene wetenschappen en werktuigbouwkunde als opvolger van Herman Karel Volbeda. Deze functie aan de afdeling der algemene wetenschappen werd vanaf 1968 tot 1994 door Pierre Malotaux bekleed.
Begin jaren 1960 was Mey voorzitter van een delegatie hoogleraren op studiereis naar de Verenigde Staten om aldaar de universitaire opleiding voor leiding en organisatie van bedrijven te bestuderen. Vervolgens leidde hij samen met Barend Pruijt een door de Sociaal-Economische Raad ingestelde commissie omtrent de opzet van het universitaire bedrijfskunde-onderwijs in Nederland.
Onder Mey gepromoveerd zijn onder andere Henricus Carolus van Straaten in 1957, gewoon hoogleraar economie aan de Technische Hogeschool Delft afdeling der Algemene Wetenschappen vanaf 1959; Anthonie Wattel in 1962, hoogleraar bedrijfshuishoudkunde aan de Universiteit van Groningen van 1966 tot 1980; en Johannes Lützen Bouma in 1966, hoogleraar bedrijfseconomie aan de Universiteit van Groningen van 1967 tot 1999.

### Familie
Mey was getrouwd met Wijnanda Meijer, en zij kregen twee zoons. De oudste zoon, Jacob Louis Mey (III), geboren op 30 oktober 1926 te Amsterdam, werd hoogleraar linguïstiek aan diverse universiteiten in Europa, Azië en Amerika. Zijn zoon, geboren in 1967 in Austin Texas, was officieel Jacob Louis Mey IV genoemd.
Jacob Louis Mey had een tien jaar oudere broer, Abraham Mey (1890-1971), die was gepromoveerd in de economie onder Théodore Limperg in 1940 aan de Universiteit van Amsterdam. Aldaar was hij hoogleraar Bedrijfshuishoudkunde van 1949 tot zijn pensionering in 1960.

## Werk

### Bedrijfseconomie
Mey was als schrijver begonnen in 1932 met zijn eigen rubriek in het Maandblad voor Boekhouden en aanverwante vakken, later het Maandblad voor Bedrijfsadministratie en -organisatie. Bij het grotere publiek werd hij vooral bekend door zijn Leerboek der bedrijfseconomie. De eerste uitgave in twee delen uit 1942 beleefde in totaal negen herdrukken, de laatste geheel herziene druk in 1991. Vanaf 1966 zijn deze heruitgaven verzorgd door Johannes Lützen Bouma. Volgens Scheffer was dit in de jaren 1960 het eerste en enige leerboek, dat de bedrijfseconomie volledig behandelde op een M.O. opleidingsniveau en op een academisch niveau.
Op theoretisch gebied heeft Mey binnen de bedrijfseconomie verschillende bijdragen geleverd. Zo heeft hij gepubliceerd over de vervangingswaardetheorie, waarvan hij met Théodore Limperg, Henri Johan van der Schroeff en Salomon Kleerekoper een groot voorstander was. Meij heeft deze theorie een eigen accent gegeven.
Verder heeft Mey binnen de bedrijfseconomie bijgedragen aan de leer van de interne organisatie, die in Nederland in eerste instantie bekend is geworden door publicaties van Mey en Van der Schroeff.

### Benadering van de winstbepaling
Met zijn proefschrift Beschouwingen over aard en omvang van de winst uit 1948 kwam Mey met een eigen benadering voor de winstbepaling. Scheffer (1966) vatte samen:
"... Essentieel voor zijn benadering van de winstbepaling was, dat hij deze zag als een vraagstuk van waardering, waardoor het tevens meer blijkt te zijn dan een kwestie van administratieve techniek. Ook Limperg had dit ten onzent reeds onderkent, doch J.L. Meij is met betrekking tot de winstbepaling duidelijk een eigen weg gegaan. Onder invloed van sociaal-economische opvattingen, meer in het bijzonder die met betrekking tot de kapitaaltheorie van Hayek, heeft Meij bijv. een duidelijk van Limperg's leer afwijkende handhavingsgedachten als achtergrond van zijn inzicht omtrent de winstbepaling, ontwikkeld. Meij heeft duidelijk gemaakt, dat er wetenschappelijk gezien geen noodzaak bestaat tot handhaving van bestaande kapitaalgoederencomplexen, doch dat deze wel bestaan met betrekking tot de inkomensstroom, de stroom van verbruiksgoederen die regelmatig via het ruilverkeer in de huishoudens der consumenten stroom ..."
Macro-economische beschouwing rondom het kringloopmodel van de economie wordt hier gekoppeld aan de micro-economische problematiek van de bepalingen van vervangingswaarden en winst.

### Universiteit van Groningen
In 1948 werd Mey hoogleraar bedrijfshuishoudkunde aan de economische faculteit van de Rijksuniversiteit Groningen. De economische faculteit was aldaar in die tijd net opgezet, en was een van de eerste hoogleraren aldaar benoemd.
Mey heeft in Groningen een belangrijke bijdrage geleverd aan de uitbouw van de faculteit, en op zijn initiatief werd aldaar een academische opleiding tot accountant ingericht.

### Organisatiekunde en bedrijfskunde
In de organisatiekunde heeft Mey een brug trachten te slaan tussen de verschillende disciplines, waarvoor hij een systeemconcept voorstelde. Na zijn studiereis naar de Verenigde Staten ontvouwde Mey zijn visie op bedrijfskunde in het internationale artikel "Management a common practice of different sciences," dat in 1962 verscheen in het tijdschrift Management International. Volgens Scheffer (1966) benadrukte hij hierin, dat:
"... de problematiek van het leiding geven vanuit verschillende invalshoeken kan worden benaderd en dat naast economie ook andere wetenschappen zich met de desbetreffende vraagstukken bezig houden ... De integratie dient te worden verkregen door bij het oplossen van management-vraagstukken met de vele aspecten der individuele verschijnselen rekening te houden."
Voor deze integratie zag hij geen heil in de nieuw opgekomen discipline onder de naam "management science" of "operations research," met name gepromoot door Charles West Churchman en Russell Ackoff.

## Publicaties
- 1942. Leerboek der bedrijfseconomie. Wassenaar : Delwel. 2 delen.
- 1946. Beschouwingen over weerstandsvermogen en financieele reorganisatie van ondernemingen. Amsterdam : Elsevier.
- 1946. Theoretische bedrijfseconomie: Volume 1
- 1948. Beschouwingen over aard en omvang van de winst. 's-Gravenhage : Delwel.
- 1956. Kostprijsberekening en budgettering bij de Rijkscentrale voor Mechanische Administratie. Met J. van Loon en G.J. Hennephof.
- 1956. Het vervangingsprobleem bij duurzame produktie-middelen. s-Gravenhage : Delwel'.
- 1963. Internal wage structure. North-Holland.
- 1961. Depreciation and replacement policy. North-Holland
- 1963. Publiek bestuur, private onderneming. Met D. Ravestijn en L. Rasterhoff. Universitair Centrum voor de Bestuurswetenschappen.
- 1965. Bedrijfseconomische verkenningen : opgedragen aan professor doctor Jacob Louis Meij. J.L. Bouma en Hindericus Willems (red) met medewerking van Jacob Louis Meij Jr.

- Gemeinsame Normdatei: 173085601
- International Standard Name Identifier: 0000 0000 8421 7020
- Library of Congress Control Number: n85352730
- Nationale Bibliotheek van Israël: 987007329541605171
- Nederlandse Thesaurus van Auteursnamen: 06921087X
- Système universitaire de documentation: 16836493X
- Trove: 1148183
- Virtual International Authority File: 6393474
- WorldCat: E39PBJvHgGg3Ckp86QtpWdRxjC